# Лузгин, Алексей Андреевич
Алексе́й Андре́евич Лузги́н (1 февраля 1920, д. Загородье Заречно-Толочинской волости Сенненского уезда Витебской губернии — 10 января 1977, Москва) — Герой Советского Союза (1946), подполковник (1956).

## Биография
Родился 1 февраля 1920 года в деревне Загородье ныне Толочинского района Витебской области (Белоруссия). С 1930 года жил в Москве. В 1936 году окончил 8 классов школы. В 1936—1937 годах работал подсобным рабочим на Московском электромоторном заводе, в 1937—1939 годах — нарядчиком разъездных бригад в 1-м Московском пассажирском отделении Октябрьской железной дороги. В 1939 году окончил Железнодорожный аэроклуб г. Москвы.
В январе-декабре 1940 года обучался в Тамбовской лётной школе ГВФ. В армии с декабря 1940 года. В 1941 году окончил Тамбовскую военную авиационную школу лётчиков, до июня 1942 года был в ней лётчиком-инструктором. В 1943 году окончил Военное авиационное училище разведчиков ВВС (город Давлеканово, Башкирия).
Участник Великой Отечественной войны: в апреле 1943 — мае 1945 — лётчик и командир звена 4-го (с июня 1943 — 98-го гвардейского) отдельного разведывательного авиационного полка (Центральный и 1-й Украинский фронты). Участвовал в Курской битве, освобождении Левобережной Украины, битве за Днепр, Корсунь-Шевченковской, Львовско-Сандомирской, Висло-Одерской, Берлинской и Пражской операциях.
7 марта 1944 года его самолёт был сбит зенитной артиллерией противника в районе села Шестаково (Катеринопольский район Черкасской области, Украина). Оказавшись на вражеской территории, переоделся в гражданскую одежду и попытался перейти линию фронта. Трижды попадал в облавы на гражданское население, но все три раза бежал. В итоге оказался в селе Врадиевка (Николаевская область, Украина), которое 28 марта 1944 года было освобождено нашими войсками. Пройдя спецпроверку, в конце мае 1944 года вернулся в свой полк.
За время войны совершил 106 боевых вылетов на самолётах Пе-2 и Пе-3бис на аэрофоторазведку в глубокий тыл противника, отснял 160 фильмов, из которых смонтировано 275 фотосхем и 450 фотопланшетов.
За мужество и героизм, проявленные в боях, Указом Президиума Верховного Совета СССР от 15 мая 1946 года гвардии старшему лейтенанту Лузгину Алексею Андреевичу присвоено звание Героя Советского Союза с вручением ордена Ленина и медали «Золотая Звезда».
В 1947 году окончил Высшие офицерские лётно-тактические курсы ВВС (город Люберцы Московской области). После войны продолжал службу в строевых частях ВВС (в Прикарпатском, Забайкальском и Северном военных округах); был командиром звена, заместителем командира и командиром авиаэскадрильи, заместителем командиров разведывательных авиаполков. С июня 1960 года подполковник А. А. Лузгин — в запасе.
В феврале-июле 1963 года работал директором станции дорожного обслуживания, в 1965—1968 годах — техником в Научно-исследовательском институте автоматики.
Жил в Москве. Умер 10 января 1977 года. Похоронен на Кунцевском кладбище в Москве.

## Награды
- Герой Советского Союза (15.05.1946);
- орден Ленина (15.05.1946);
- три ордена Красного Знамени (15.10.1943; 10.04.1945; 29.05.1945);
- орден Отечественной войны 1-й степени (8.04.1944);
- орден Отечественной войны 2-й степени (5.10.1944);
- орден Красной Звезды (30.12.1956);
- медали.

## Память
- Его именем названа улица в городе Толочин Витебской области (Белоруссия).
- Его именем назван самолёт Су-24МР морской авиации России.